# Aphria servillii
Aphria servillii là một loài ruồi trong họ Tachinidae.